# Castelmary
Castelmary är en kommun i departementet Aveyron i regionen Occitanien i södra Frankrike. Kommunen ligger  i kantonen La Salvetat-Peyralès som ligger i arrondissementet Rodez. År 2022 hade Castelmary 118 invånare.

## Befolkningsutveckling
Antalet invånare i kommunen Castelmary
Referens: INSEE